# Moradores de las arenas
Los moradores de las arenas o bandidos tusken son una raza ficticia de la serie de películas de Star Wars.
Siempre aparecen haciendo muy visibles sus características agresivas: atacan a los corredores de vainas de carreras en el Episodio I, secuestran y matan a Shmi Skywalker, la madre de Anakin Skywalker, en el Episodio II y en el Episodio IV atacan a Luke Skywalker y tratan de robarle hasta que son ahuyentados por la intervención de Ben Kenobi.
Los moradores de las arenas o saqueadores tusken, violentos nómadas de Tatooine, vagan por zonas como el Mar de Dunas o los desiertos de Jundland ocultos entre el paisaje.
Estos seres están cubiertos de pies a cabeza con vendajes y máscaras que los protegen de los dos inclementes soles de su planeta de origen Tatooine. Según sus creencias religiosas está prohibido mostrar la piel ni siquiera entre los miembros de su propio clan. Es por esto que andan cubiertos de túnicas y demás ropajes. las mujeres usan un manto en la cabeza y los niños una túnica unisex que hace imposible distinguir su sexo. Son nómadas y muy agresivos.
Su comportamiento salvaje y violento les ha puesto en contra de los colonos y de los granjeros de humedad, obligándoles a vivir en tierras remotas y solitarias. 
Atacan a todo aquel que haga aventuradas incursiones en las dunas de Tatooine. Raras veces se acercan a puertos espaciales como Mos Eisley o Mos Espa, pero siempre están en las afueras esperando para robar y matar a cualquier ser que se les cruce por su camino. Se sabe que los feroces moradores de las arenas atacan los campamentos de otros de su raza, denotando claramente que no tiene una sociedad planetaria organizada sino hostil.
Suelen mantenerse alejados de los núcleos poblados pero, en plena estación cálida, cuando se ponen los soles gemelos, surgen de los desiertos para rebuscar entre los desperdicios o robar en los límites de las colonias.
Durante la noche es mejor cerrar bien las puertas y ventanas. Aunque casi nunca entran en las casas, lo que sí hacen es matar a aquellos oponentes que se encuentran solos en el exterior.
Los masculinos de su especie se encargan de cazar los alimentos y de atacar, es decir de todas las artes de la guerra y la matanza. Las femeninas permanecen en los campamentos donde cuidan de los uli-ah (jóvenes).
Para transportarse a través de las extensas dunas de su planeta usan unas criaturas llamadas banthas. Se sabe que ellos desarrollan un vínculo sentimental muy íntimo y la pérdida de uno puede afectar la vida de otro. El bantha tras perder a su jinete se vuelve incontrolable y suicida; y el morador tras perder a su montura se deprime y pierde sentido de la vida.